# Escalaplano
Escalaplano (sardisk: Scaleprànu) er en by og en kommune (comune) i provinsen Sud Sardegna i regionen Sardinien i Italien. Byen ligger i 338 meters højde og har 2.196 indbyggere (2016). Kommunen har et areal på 94,04 km² og grænser til kommunerne Ballao, Esterzili, Goni, Orroli, Perdasdefogu, Seui og Villaputzu.